# Marc Veasey

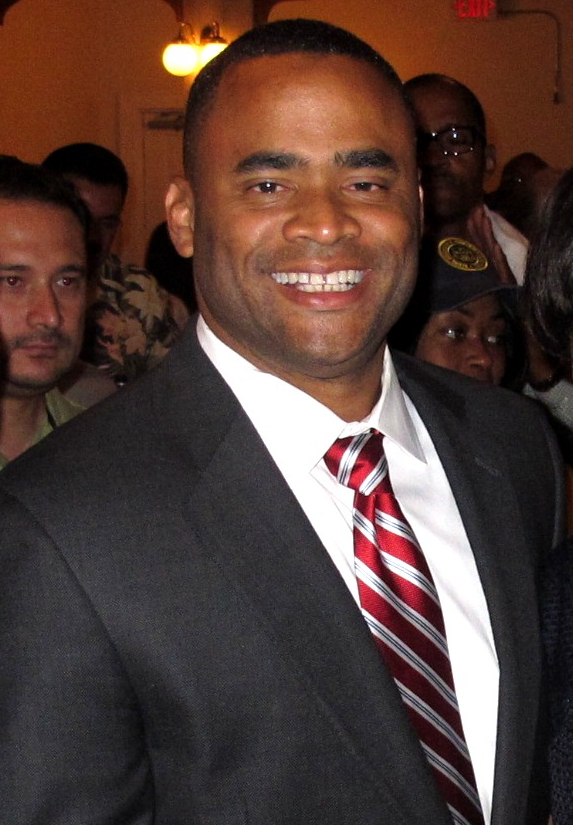
Marc Veasey (2012)

Marc Allison Veasey (* 3. Januar 1971 in Fort Worth, Texas) ist ein US-amerikanischer Politiker der Demokratischen Partei. Seit 2013 vertritt er den 33. Distrikt des Bundesstaats Texas im US-Repräsentantenhaus.

## Werdegang
Marc Veasey besuchte die Arlington Heights High School in Fort Worth und studierte danach bis 1995 an der dortigen Texas Wesleyan University. Danach war er zunächst als Lehrer und dann als Sportjournalist tätig. Gleichzeitig schlug er als Mitglied der Demokratischen Partei eine politische Laufbahn ein. Fünf Jahre lang gehörte er zum Stab des Kongressabgeordneten Martin Frost. Zwischen 2004 und 2012 war er Abgeordneter im Repräsentantenhaus von Texas.
Bei den Kongresswahlen des Jahres 2012 wurde Veasey im neu eingerichteten 33. Wahlbezirk von Texas in das US-Repräsentantenhaus in Washington, D.C. gewählt, wo er am 3. Januar 2013 sein neues Mandat antrat. Bei der Wahl erreichte er 73 Prozent der Wählerstimmen. Auf seinen Gegenkandidaten Chuck Bradley von der Republikanischen Partei entfielen 25 Prozent. Da er bei allen folgenden sechs Wahlen von 2014 bis 2024 wiedergewählt wurde, kann er sein Mandat bis heute ausüben. Seine aktuelle Legislaturperiode läuft noch bis zum 3. Januar 2027.
Veasey ist bzw. war Mitglied im Streitkräfteausschuss und im Ausschuss für Wissenschaft, Raumfahrt und Technologie. Außerdem gehört er dem Congressional Black Caucus und dem LGBT Equality Caucus an.